# 熊狂
熊狂（？—？），羋姓，熊氏，熊麗之子。熊狂生熊繹，周成王時代，成王要舉用文王、武王功臣的後代，於是熊繹受封為楚君，賜田地，居丹陽。
| 前任： 父熊麗 | 楚國君主 前？年—前？年 | 繼任： 子熊繹 |